# ماريانو هوياس
ماريانو هوياس (بالإسبانية: Mariano Hoyas de la Cruz)‏ هو لاعب كرة قدم إسباني في مركز الدفاع، ولد في 19 سبتمبر 1970 في بلاسينثيا في إسبانيا. شارك مع منتخب إسبانيا تحت 23 سنة لكرة القدم. أما مع النوادي، فقد لعب مع ديبورتيفو فابريل وديبورتيفو لاكورونيا وريكرياتيفو وسيلتا فيغو ونادي قرطاجنة ونادي مريدا.